# 플라워링 하트의 에피소드 목록
다음은 대한민국의 애니메이션 《플라워링 하트》의 에피소드 및 방영 목록이다.

## 방영 목록
| 회차   | 방송일   | 제목                     | 직업                                                       | 피해자                    | 절망에너지 사건 발생장소   |
| ------ | -------- | ------------------------ | ---------------------------------------------------------- | ------------------------- | -------------------------- |
| 1      | 2월 29일 | 두근두근 첫 만남         | 교사(진아리)                                               | 안여린 선생님             | 꽃망울 초등학교            |
| 2      | 3월 1일  | 내가 어른이 된 거야?     | 교사(진아리)                                               | 안여린 선생님             | 꽃망울 초등학교            |
| 3      | 3월 7일  | 사라진 아이돌            | 아이돌(진아리 일행)                                        | 라일라                    | 야외 콘서트 공연장         |
| 4      | 3월 8일  | 다시찾은 빛나는 별       | 아이돌(진아리 일행)                                        | 라일라                    | 야외 콘서트 공연장         |
| 5      | 3월 14일 | 절망의 다이어트          | 헬스트레이너(선우민) 패션 코디네이터(진아리)               | 백주연                    | 꽃망울 초등학교, 거리      |
| 6      | 3월 15일 | 진정한 아름다움          | 헬스트레이너(선우민) 패션 코디네이터(진아리)               | 백주연                    | 꽃망울 초등학교, 거리      |
| 7      | 3월 21일 | 우리 엄마는 부재중       | 인턴(슈엘, 우수하, 진아리)                                 | 최선희                    | 최선희의 회사              |
| 8      | 3월 22일 | 엄마 아빠의 꿈           | 인턴(슈엘, 우수하, 진아리)                                 | 최선희                    | 최선희의 회사              |
| 9      | 3월 28일 | 은반위의 시든꽃          | 피겨 스케이팅 선수(슈엘, 진아리)                           | 이하은                    | 꽃망울 아이스링크          |
| 10     | 3월 29일 | 다시 한번 트리플 점프!   | 피겨 스케이팅 선수(슈엘, 진아리)                           | 이하은                    | 꽃망울 아이스링크          |
| 11     | 4월 4일  | 고민 상담부의 첫 여행    | 항공 승무원(진아리)                                        | 선우란                    | 항공기 내부                |
| 12     | 4월 5일  | 하늘의 영웅              | 항공 승무원(진아리)                                        | 선우란                    | 항공기 내부                |
| 13     | 4월 11일 | 제주도의 푸른바다        | 해상 구조대원(우수하, 선우민)                              | 신소윤&신소미 자매        | 제주도의 해안가            |
| 14     | 4월 12일 | 해변의 입맞춤            | 해상 구조대원(우수하, 선우민)                              | 신소윤&신소미 자매        | 제주도의 해안가            |
| 15     | 4월 18일 | 흔들린 우정              | 경찰관(진아리 일행)                                        | 슈엘                      | 절망에너지는 발생하지 않음 |
| 16     | 4월 19일 | 슈엘 구출작전            | 경찰관(진아리 일행)                                        | 슈엘                      | 절망에너지는 발생하지 않음 |
| 17     | 4월 25일 | 도전! 주부 생활          | 베이비시터 (진아리) 정리 수납 전문가 (우수하)              | 선우민, 선우민의 동생들   | 선우민의 집                |
| 18     | 4월 26일 | 트럼프의 마음            | 베이비시터 (진아리) 정리 수납 전문가 (우수하)              | 선우민, 선우민의 동생들   | 선우민의 집                |
| 19     | 5월 2일  | 놀이공원 데이트          | 전기 수리공(슈엘) 119 소방대원 (우수하, 선우민)            | 승범, 놀이공원의 관람객들 | 놀이공원                   |
| 20     | 5월 3일  | 위기의 대관람차          | 전기 수리공(슈엘) 119 소방대원 (우수하, 선우민)            | 승범, 놀이공원의 관람객들 | 놀이공원                   |
| 21     | 5월 9일  | 고백데이 프로젝트        | 요리사(선우민) 플로리스트(우수하)                          | 진아리                    | 고민 상담소, 마을 공원     |
| 22     | 5월 10일 | 왕자님의 첫사랑          | 요리사(선우민) 플로리스트(우수하)                          | 진아리                    | 고민 상담소, 마을 공원     |
| 23     | 5월 16일 | 주인을 찾습니다.         | 애견 미용사 (진아리) 수의사 (우수하) 애견심리학자 (선우민) | 유기견들 해피             | 유기견 보호센터            |
| 24     | 5월 17일 | 마음까지 치료해드립니다. | 애견 미용사 (진아리) 수의사 (우수하) 애견심리학자 (선우민) | 유기견들 해피             | 유기견 보호센터            |
| 25     | 5월 23일 | 희망과 절망 사이         | 없음                                                       | 진아리                    | 꽃망울 동물 메디컬 센터    |
| 26(完) | 5월 24일 | 우정의 불꽃놀이          | 없음                                                       | 진아리                    | 꽃망울 동물 메디컬 센터    |

| 회차   | 방송일    | 제목                      | 직업                                                                       | 피해자                                   | 절망에너지 사건 발생장소                                 |
| ------ | --------- | ------------------------- | -------------------------------------------------------------------------- | ---------------------------------------- | -------------------------------------------------------- |
| 1      | 5월 29일  | 헤매는 작은 별            | 발레리나 (진아리 일행) 교사 (진아리)                                       | 오나래                                   | 발레 학원, 꽃망울 초등학교 강당                          |
| 2      | 6월 5일   | 나의 빛을 찾아서          | 발레리나 (진아리 일행) 교사 (진아리)                                       | 오나래                                   | 발레 학원, 꽃망울 초등학교 강당                          |
| 3      | 6월 12일  | 어둠을 이기는 빛          | 발레리나 (진아리 일행) 교사 (진아리)                                       | 오나래                                   | 발레 학원, 꽃망울 초등학교 강당                          |
| 4      | 6월 19일  | 화석이 된 꿈              | 고생물학자 (우수하, 슈엘) 방송국 기자 (진아리, 선우민)                     | 고동우                                   | 꽃망울 상가부지                                          |
| 5      | 6월 26일  | 희망의 뉴스 속보          | 고생물학자 (우수하, 슈엘) 방송국 기자 (진아리, 선우민)                     | 고동우                                   | 꽃망울 상가부지                                          |
| 6      | 7월 3일   | 꿈에도 유효기간이 있나요? | 패션 디자이너 (진아리) 패션 모델 (선우민, 슈엘) 메이크업 아티스트 (우수하) | 임지호                                   | 패션 디자이너 오디션장                                   |
| 7      | 7월 10일  | 희망을 잇는 바느질        | 패션 디자이너 (진아리) 패션 모델 (선우민, 슈엘) 메이크업 아티스트 (우수하) | 임지호                                   | 패션 디자이너 오디션장                                   |
| 8      | 7월 17일  | 런웨이 위에 피어난 꿈     | 패션 디자이너 (진아리) 패션 모델 (선우민, 슈엘) 메이크업 아티스트 (우수하) | 임지호                                   | 패션 디자이너 오디션장                                   |
| 9      | 7월 24일  | 슈엘, 편의점을 부탁해!    | 편의점 점원 (슈엘)                                                         | 라온                                     | 학교 앞 편의점                                           |
| 10     | 7월 31일  | 안여린 선생님의 비밀      | 치어리더 (진아리, 우수하, 슈엘) 야구 선수 (선우민)                         | 구승리 감독님 썬더스톰 야구단            | 야구 경기장                                              |
| 11     | 8월 7일   | 기적을 부르는 응원        | 치어리더 (진아리, 우수하, 슈엘) 야구 선수 (선우민)                         | 구승리 감독님 썬더스톰 야구단            | 야구 경기장                                              |
| 12     | 8월 14일  | 용기가 만든 역전승        | 치어리더 (진아리, 우수하, 슈엘) 야구 선수 (선우민)                         | 구승리 감독님 썬더스톰 야구단            | 야구 경기장                                              |
| 13     | 10월 9일  | 수학여행 귀신소동!        | 해충방제 전문가 (선우민, 슈엘) 고고학자 (우수하)                           | 꽃망울 초등학교 학생들                   | 불국사, 석굴암                                           |
| 14     | 10월 10일 | 어둠에 물든 천년의 고도   | 해충방제 전문가 (선우민, 슈엘) 고고학자 (우수하)                           | 꽃망울 초등학교 학생들                   | 불국사, 석굴암                                           |
| 15     | 10월 16일 | 수학여행의 마지막 밤      | 해충방제 전문가 (선우민, 슈엘) 고고학자 (우수하)                           | 꽃망울 초등학교 학생들                   | 불국사, 석굴암                                           |
| 16     | 10월 17일 | 내 꿈은 우주탐험!         | 우주비행사 (진아리 일행)                                                   | 김유니                                   | 꽃망울 우주센터 한국 항공 우주 연구소 유인 우주선 드림호 |
| 17     | 10월 23일 | 우주에서 만난 희망        | 우주비행사 (진아리 일행)                                                   | 김유니                                   | 꽃망울 우주센터 한국 항공 우주 연구소 유인 우주선 드림호 |
| 18     | 10월 24일 | 뚱이의 가출               | 동물 사육사 (우수하)                                                       | 동물원 관람객 우수하                     | 꽃망울 동물원 우수하의 집                                |
| 19     | 10월 30일 | 잊을 수 없는 사이         | 동물 사육사 (우수하)                                                       | 동물원 관람객 우수하                     | 꽃망울 동물원 우수하의 집                                |
| 20     | 10월 31일 | 위기의 결혼식             | 쥬얼리 디자이너 (슈엘) 마술사 (진아리, 우수하, 선우민)                     | 안여린 선생님 구승리 감독님              | 꽃망울 웨딩홀 꽃망울 초등학교 강당                       |
| 21     | 11월 6일  | 둘이 하나가 되는 마법     | 쥬얼리 디자이너 (슈엘) 마술사 (진아리, 우수하, 선우민)                     | 안여린 선생님 구승리 감독님              | 꽃망울 웨딩홀 꽃망울 초등학교 강당                       |
| 22     | 11월 7일  | 절망의 크리스마스         | 파티시엘 (진아리 일행)                                                     | 진달래 마을 사람들                       | 진달래 마을 쇼핑몰 중앙광장                              |
| 23     | 11월 13일 | 우정의 딸기 생크림 케이크 | 파티시엘 (진아리 일행)                                                     | 진달래 마을 사람들                       | 진달래 마을 쇼핑몰 중앙광장                              |
| 24     | 11월 14일 | 달리지 못하는 챔피언      | 레이서 (우수하) 피트크루 (진아리, 슈엘, 선우민)                            | 김경연 우수하의 아빠&르네 우수하, 트럼프 | F1 서킷 레이스 경기장 서울 도심, 보신각 터               |
| 25     | 11월 20일 | 좋아하는 마음의 슬픔      | 레이서 (우수하) 피트크루 (진아리, 슈엘, 선우민)                            | 김경연 우수하의 아빠&르네 우수하, 트럼프 | F1 서킷 레이스 경기장 서울 도심, 보신각 터               |
| 26(完) | 11월 21일 | 희망을 찾아 절망속으로    | 레이서 (우수하) 피트크루 (진아리, 슈엘, 선우민)                            | 김경연 우수하의 아빠&르네 우수하, 트럼프 | F1 서킷 레이스 경기장 서울 도심, 보신각 터               |